# Mary Shannon

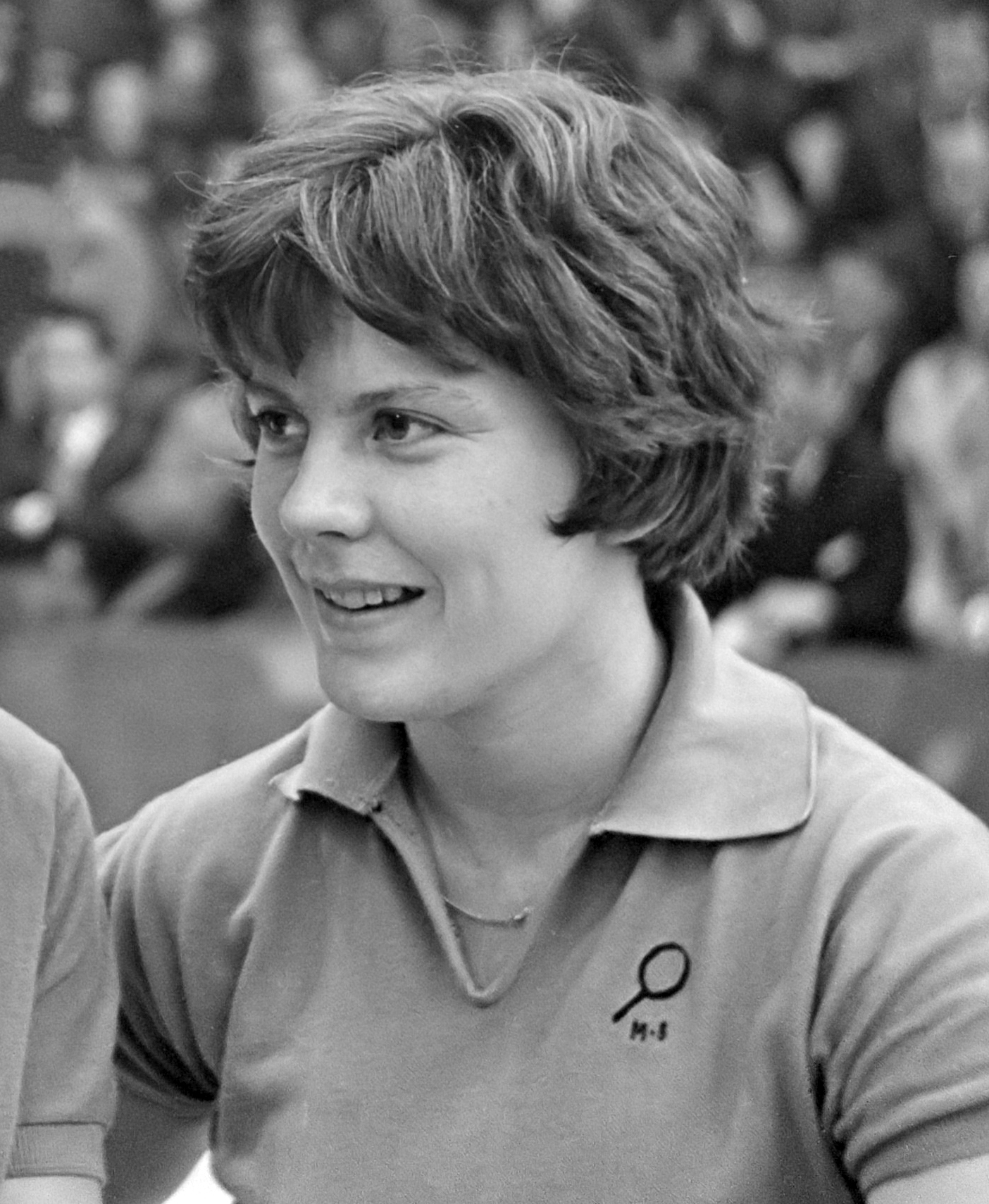
Mary Shannon (1963)

Mary Shannon (* 12. Februar 1944) ist eine ehemalige englische Tischtennisspielerin, die in den 1960er Jahren zu den Besten in Europa gehörte und dreimal die Europameisterschaft gewann.

## Werdegang
Mehrmals gewann Mary Shannon die nationale englische Meisterschaft, im Einzel 1963, 1965 bis 1968 und 1970, im Doppel 1963 bis 1965 mit Diane Rowe, 1966, 1967 und 1970 mit Karenza Mathews sowie im Mixed 1963, 1966 mit Brian Wright, 1965 mit Chester Barnes und 1970 mit Denis Neale.
Erstmals wurde man 1962 auf Mary Shannon aufmerksam, als sie in Berlin Europameister im Doppel mit Diane Rowe wurde und mit der englischen Damenmannschaft Silber holte. 1964 verteidigte sie den Titel im Doppel und gewann zudem den Teamwettbewerb. Im Mixed mit Chester Barnes wurde sie 1966 Zweiter. Das Halbfinale erreichte sie 1966 mit Diane Rowe und 1968 mit Karenza Smith im Doppel sowie 1968 und 1970 mit Denis Neale im Mixed.
Von 1963 bis 1969 wurde Mary Shannon für alle vier Weltmeisterschaften nominiert. Dabei holte sie zweimal Bronze, 1965 mit dem englischen Team und 1969 im Mixed mit Denis Neale. In der ITTF-Weltrangliste wurde sie Mitte 1965 auf Platz sieben geführt.
Nach 1970 beendete sie ihre internationale Laufbahn.

## Privat
Mary Shannon arbeitete als Röntgenfotografin. Im September 1965 heiratete sie den englischen Tischtennisnationalspieler Brian Wright und trat danach unter dem Namen Wright-Shannon auf. Sie hat mindestens drei Kinder.

## Turnierergebnisse
| Verband | Veranstaltung       | Jahr | Ort       | Land | Einzel        | Doppel        | Mixed         | Team |
| ------- | ------------------- | ---- | --------- | ---- | ------------- | ------------- | ------------- | ---- |
| ENG     | Europameisterschaft | 1970 | Moskau    | URS  | Viertelfinale |               | Halbfinale    |      |
| ENG     | Europameisterschaft | 1968 | Lyon      | FRA  | Halbfinale    | Halbfinale    | Halbfinale    |      |
| ENG     | Europameisterschaft | 1966 | London    | ENG  | Viertelfinale | Halbfinale    | Silber        |      |
| ENG     | Europameisterschaft | 1964 | Malmö     | SWE  | letzte 16     | Gold          | Viertelfinale | 1    |
| ENG     | Europameisterschaft | 1962 | Berlin    | FRG  | Viertelfinale | Gold          |               | 2    |
| ENG     | Weltmeisterschaft   | 1969 | München   | FRG  | letzte 32     | Viertelfinale | Halbfinale    | 9    |
| ENG     | Weltmeisterschaft   | 1967 | Stockholm | SWE  | Viertelfinale | Viertelfinale | letzte 16     | 5    |
| ENG     | Weltmeisterschaft   | 1965 | Ljubljana | YUG  | letzte 32     | letzte 16     | letzte 64     | 3    |
| ENG     | Weltmeisterschaft   | 1963 | Prag      | TCH  | letzte 128    | Silber        | letzte 128    | 5    |